# João Galafuz
João Galafuz é o nome com que a superstição popular designa uma espécie de duende, que diz aparecer em certas noites, emergindo das ondas ou surgindo dos cabelos de pedras submersas, como um facho luminoso e multicor, prenúncio de tempestade e naufrágios.

## História
Crença dominante entre os pescadores e homens do mar, no estado de Pernambuco, nas cidades de Barreiros, na Praia do Porto e principalmente na ilha de  Itamaracá, dizendo-se que esse duende marinho é a alma penada de um caboclo, que morreu pagão, acaso conhecido por João Galafuz. A superstição tem curso também em outros estados, notadamente em Sergipe, com o nome de Jean de La Foice, Fogo-fátuo ou Boitatá. (Gustavo Barroso, Terra de Sol).